# Nick Boyle
Nick Boyle (Wantage, 17 febbraio 1993) è un giocatore di football americano statunitense che milita nel ruolo di tight end per i Baltimore Ravens della National Football League (NFL).

## Biografia

### Baltimore Ravens
Dopo avere giocato al college all'Università del Delaware, Boyle fu scelto nel corso del quinto giro (171º assoluto) del Draft NFL 2015 dai Baltimore Ravens. Debuttò come professionista subentrando nella gara del primo turno contro i Denver Broncos. Tre settimane dopo partì per la prima volta come titolare nella gara contro i Pittsburgh Steelers. La sua stagione da rookie si chiuse con 18 ricezioni per 153 yard in 11 presenze, 2 delle quali come titolare.
Il 19 febbraio 2016, Boyle fu sospeso per dieci partite per uso di sostanze dopanti.

## Statistiche
| Partite totali      | 11  |
| Partite da titolare | 2   |
| Ricezioni           | 18  |
| Yard ricevute       | 153 |
| Touchdown           | 0   |

Statistiche aggiornate alla stagione 2015